# Vecindario (recuento)
Vecindario es el nombre con el que se conoce a los recuentos generales de población en la Monarquía Hispánica  durante la Edad Moderna, entre los siglos XVI al XVIII. Su finalidad era marcadamente fiscal. Sus niveles de fiabilidad son muy bajos, como corresponde a la época preestadística.

## Corona de Castilla
Son mucho más completos para la Corona de Castilla, como consecuencia de la mayor capacidad competencial de los reyes en este territorio.
En el Archivo General de Simancas se conservan:
- Vecindario de 1528-1536, también llamado Censo de Pecheros (para repartir el servicio ordinario y extraordinario)
- Vecindario de 1591, también llamado censo de 1591, de Felipe II o de Tomás González (en honor al descubridor de este Vecindario en el Archivo General de Simancas)(para repartir el impuesto votado por las Cortes de 1588-1590). Es el primero que incluye, además de los pecheros (contribuyentes no privilegiados), un recuento de hidalgos y clérigos.

Con carácter parcial existen:
- Recuento de vecinos de 1570-1571 (con el fin de repartir la población morisca tras la rebelión de las Alpujarras)
- Censo de los Obispos, de 1587
- Vecindario de 1625, repetido en 1635-1637 (para los "donativos" fiscales de Felipe IV)
- Vecindario de 1646 (para repartir los juros)
- Vecindario de 1693-1697 (para una leva de soldados)

## Corona de Aragón
Existen también Vecindarios para la Corona de Aragón
- Reino de Aragón: 
  - Fogaje de 1495, encargado por las Cortes de Tarazona, que divide el reino en doce "sobrecollidas". Existen datos anteriores, como el sogueamiento de 1270-1272.
  - Vecindario de 1603, en gran medida repetición mecánica del anterior
  - Vecindario de 1650
- Reino de Valencia
  - El denominado Censo de 1510
  - Recuentos de fuegos (es decir, hogares, unidades impositivas) de 1565-1572. Existen datos anteriores, de 1451 y 1487.
  - Censo de Caracena (1609)
- Reino de Mallorca
  - Recuento de 1585

## El último Vecindario
El primer Vecindario General común para todos los reinos peninsulares es el llamado Vecindario de Campoflorido (1712-1717), que también es el último instrumento de la época precensal antes del Catastro de Ensenada.